# Club Natació Catalunya
El Club Natació Catalunya és un club de natació i waterpolo de la ciutat de Barcelona.

## Història
El Club Natació Catalunya es fundà el 21 d'abril de 1931 als Banys Orientals de la Barceloneta. Després de la Guerra Civil el club patí força dificultats i la majoria de nedadors ingressaren a la breu secció de natació del FC Barcelona. El 1943, el club arribà a un acord amb l'empresa Baños Populares de Barcelona SA que tenia una piscina al barri de Gràcia i es traslladà al seu nou emplaçament. El 1972 aconseguí per part de l'Ajuntament de Barcelona la concessió en usdefruit de la piscina Pau Negre, al barri de La Salut. L'any 2004, el deteriorament palpable de les instal·lacions i una baixada del nombre de socis (causada per la competència del proper centre d'esport Europolis) feu perdre un considerable nombre de socis al club. L'equip oficial de waterpolo i les seves despeses en torneigs internacionals foren, també, una causa del dèficit intern. A partir de 2005, les circumstàncies internes de la junta del club, feren que s'iniciés una nova etapa de reformes a les instal·lacions, encara que en certs moments va perillar l'existència del club a causa de la mala gestió econòmica i de la baixada del nombre de socis. Finalment, després d'avaluar un nou projecte per actualitzar i millorar el complex esportiu Pau Negre l'any 2006, a inicis de 2007 començaren les obres d'enderrocament parcial i reforma de les instal·lacions del club.

## Seccions
- Natació
- Waterpolo
- Esquaix
- Atletisme
- Triatló

## Palmarès

### Waterpolo masculí
- Copa d'Europa:[2]
  - 1994-95
- Recopa d'Europa:[2]
  - 1991-92
- Supercopes d'Europa:[2]
  - 1992, 1995
- Lligues espanyoles:
  - 1987-88, 1988-89, 1989-90, 1991-92, 1992-93, 1993-94, 1997-98
- Copes espanyoles:
  - 1986/87, 1987/88, 1989/90, 1991/92, 1993/94, 1996/97
- Campionat de Catalunya:
  - 1986-87, 1987-88, 1990-91, 1991-92, 1992-93, 1993-94, 2002-03

### Waterpolo femení
- Lligues espanyoles:
  - 1988-89, 1990-91